# Femeiche

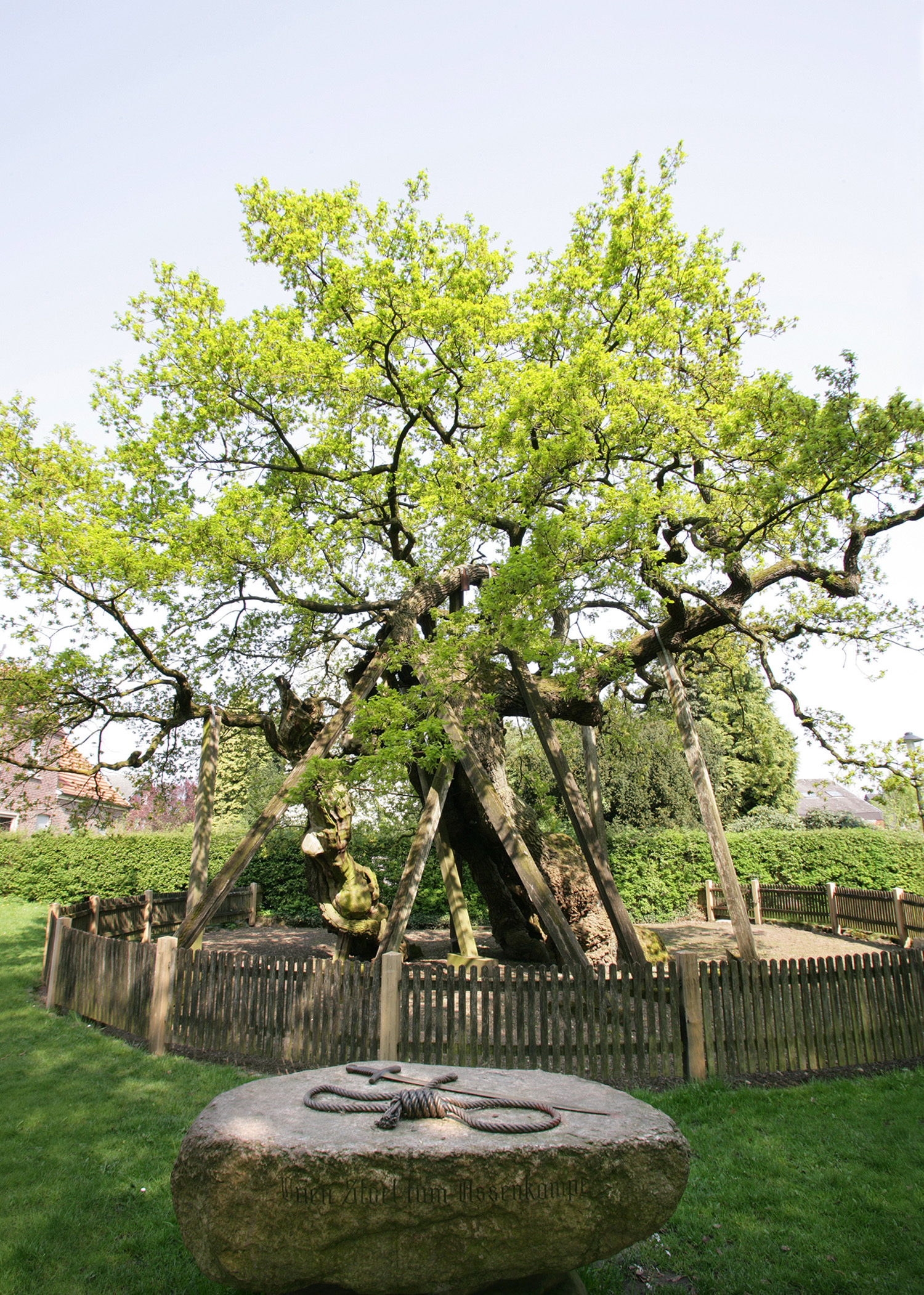
Femeiche mit Gerichtstisch

Die Femeiche (früher Rabenseiche, Ravenseiche oder Erler Eiche genannt) in Erle im nordrhein-westfälischen Kreis Borken ist mit einem Alter zwischen 600 und 850  Jahren eine der ältesten Eichen Deutschlands. Die Stieleiche (Quercus robur) steht in der Nähe der Pfarrkirche. Unter der Eiche wurden nachweislich bis zum 16. Jahrhundert Femegerichte abgehalten. Sie gilt als der älteste und bekannteste Gerichtsbaum in Mitteleuropa. Seit über 100 Jahren ist die durch Blitzeinschläge, Stürme, Einflüsse des Menschen und ihr hohes Alter gezeichnete Eiche als Naturdenkmal eingetragen. Der Stamm ist seit etwa 250 Jahren hohl und besteht nur noch aus Splintholz. Die Stammhülle, die von Stangen zusammengehalten wird, umschließt einen Hohlraum mit einem Durchmesser von beinahe drei Metern.

## Standort
Der Ort Erle liegt am Rande des Westmünsterlands, auf der Schwelle vom fränkischen Rheinland zum sächsischen Hamaland, in einer typischen Heidelandschaft innerhalb des Naturparks Hohe Mark-Westmünsterland, drei Kilometer südöstlich von Raesfeld an der Bundesstraße 224.  Die Eiche steht südwestlich der Ortsmitte am Rande eines Neubaugebietes direkt neben dem ältesten Haus von Erle, dem alten Pastorat, auf etwa 60 m Höhe über Normalhöhennull.

## Beschreibung

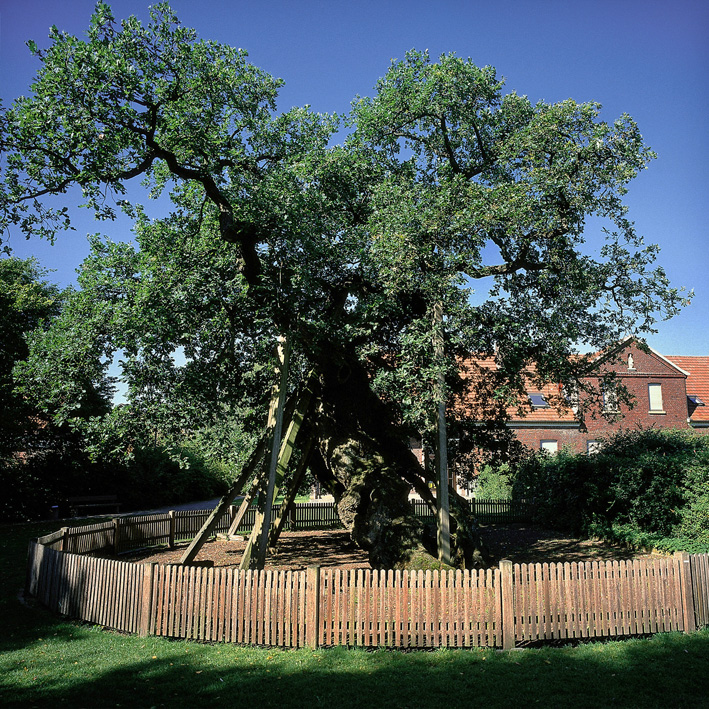
Femeiche mit Holzstützen

Der Stamm der Eiche ist völlig ausgehöhlt und bis auf drei Stammteile, die sich in etwa vier Meter Höhe vereinen, zerstört. Die Eiche ist entgegen der Hauptwindrichtung stark nach Südwesten geneigt. Durch den schrägen Wuchs wurden die Saftflussbahnen auf der geneigten Seite am Wurzelhals gequetscht, so dass etwa ein Drittel des Stammumfangs abstarb. Die abgestorbenen Stammpartien wurden bei der Sanierung 1965 entfernt. Der Stamm besteht nur noch aus den äußeren Teilen des Splintholzes mit Kambium, Bast und Rinde, die zum Teil nach innen eingerollt ist. Das Kernholz ist nicht mehr vorhanden. Die früheren großen Äste sind nur noch in Ansätzen zu erkennen. Weil sie überlang und kopflastig geworden waren, brachen sie vor Jahrhunderten durch Sturm und Blitzschlag heraus. Von dem immer morscher gewordenen tragenden Stamm brachen weitere Äste ab.
Der Reststamm bildet eine Sekundärkrone, die von mehreren, teilweise auf Steinplatten ruhenden Holzstangen gestützt wird, ohne die der Baum umstürzen würde. Die tief angesetzte, einseitig ausladende Sekundärkrone besteht aus mehreren verzweigten Ästen. Sie ist im Sommer gut belaubt und hat einen reichen Blüten- und Fruchtansatz. Der Baum war im Jahr 2005 elf Meter hoch und hatte einen Kronendurchmesser von acht Metern.

### Stammumfang
1989 betrug der Umfang des Stammes, in einem Meter Höhe gemessen, zwölf Meter. Die Eiche liegt mit diesen Maßen nach dem Deutschen Baumarchiv, dem der Stammumfang in einem Meter Höhe als wichtigstes Auswahlkriterium dient, über dem unteren Grenzwert der national bedeutsamen Bäume (NBB). Vollständig erhalten hätte der Stamm einen Umfang von etwa 14 Metern. Damit handelt es sich um die dickste Eiche in Deutschland. Nur die einstmals stärkste Eiche Deutschlands, die Dagobertseiche im hessischen Dagobertshausen, deren letzte Reste um 1900 verschwanden, hatte im Jahr 1851 mit 14,86 Metern, auf einem Meter Höhe gemessen, einen größeren Umfang. Der Durchmesser des Stammes in Brusthöhe (BHD) wurde 1892 mit etwa 4,5 und der Umfang des Stammes in Mannshöhe 1902 mit 12,5 Metern angegeben. 1927 betrug er 14 Meter.

### Alter

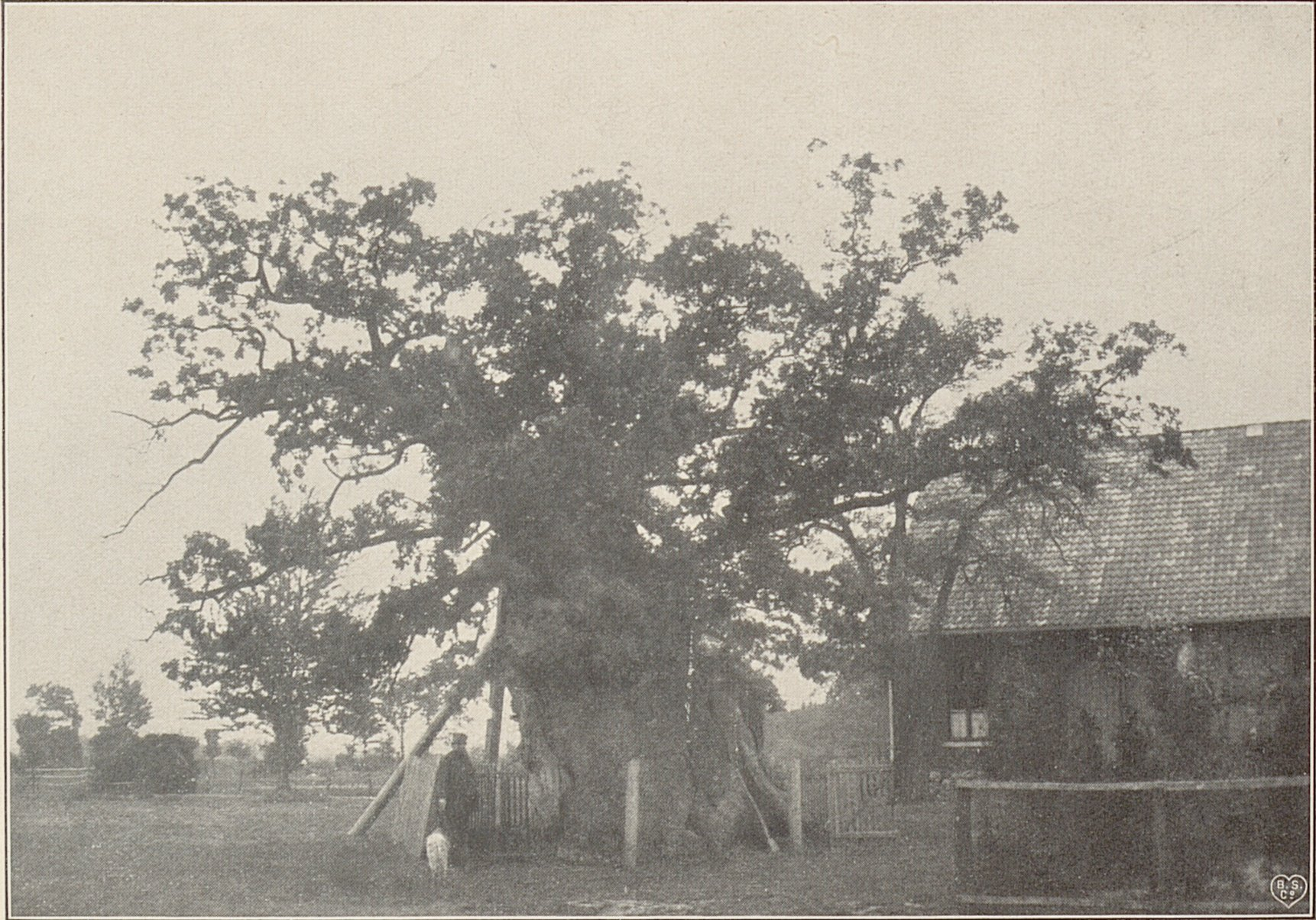
Femeiche um 1900

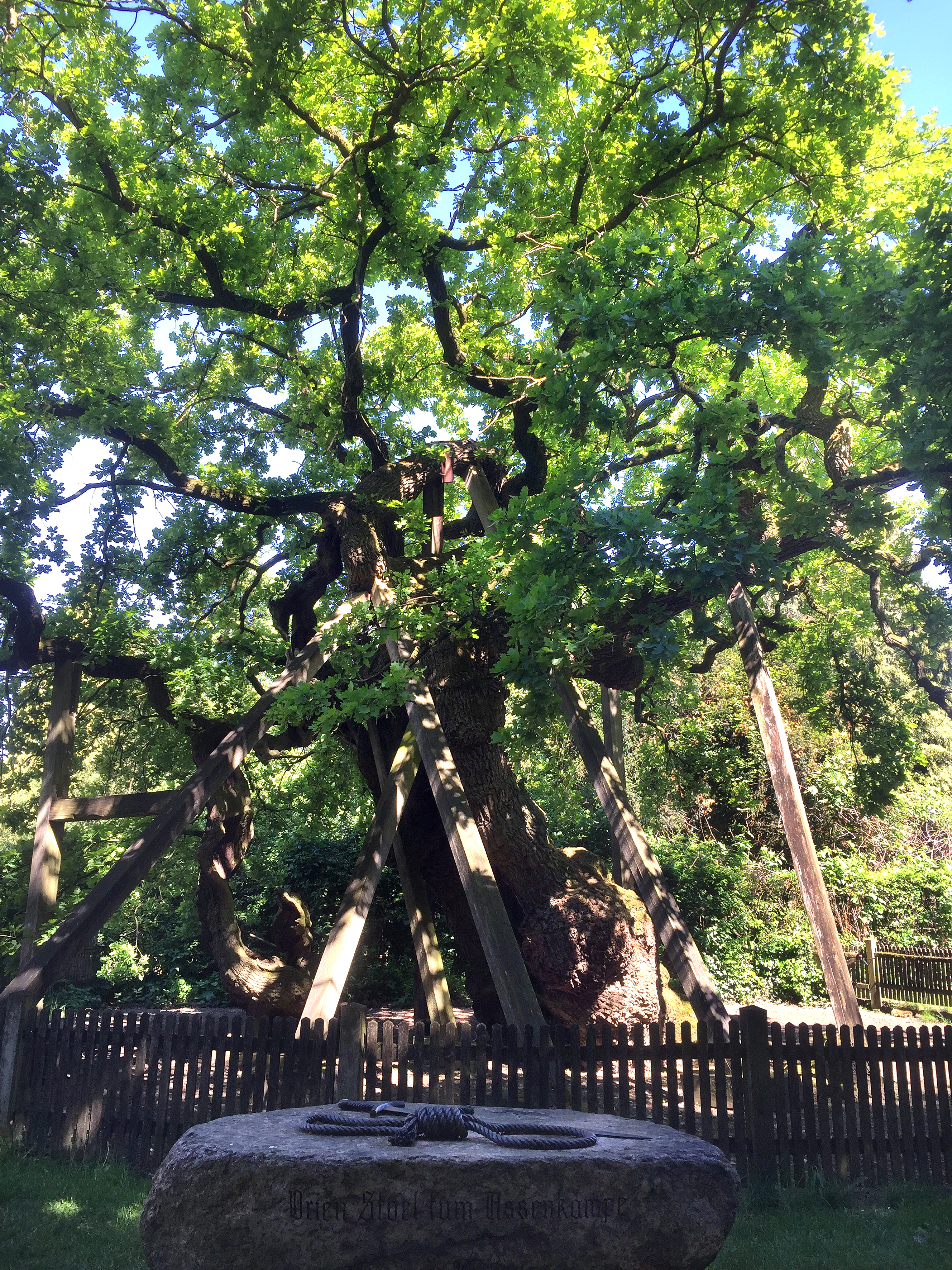
Femeiche mit Skulptur des Richtertisches

Zur Altersangabe der Eiche gibt es stark voneinander abweichende Angaben. Da das älteste Holz aus dem Zentrum des Stammes fehlt, ist weder eine Jahresringzählung noch eine Radiokohlenstoffdatierung möglich. Das Alter der Eiche kann deshalb nur anhand des Stammumfangs und der geschichtlichen Überlieferungen grob geschätzt werden.
Die Eiche ist den neuesten Erkenntnissen nach vermutlich zwischen 600 und 850 Jahre alt. Damit wäre sie die älteste Eiche in Deutschland. Das Deutsche Baumarchiv schätzte das Alter der Eiche im Jahr 2008 auf 600 bis 850 Jahre, wobei die 600 Jahre von Bernd Ullrich stammen und die 850 Jahre vom Deutschen Baumarchiv. Diese Angabe basiert auf einem jährlichen Umfangszuwachs bei alten Eichen von etwa 1,8 Zentimetern, der sich anhand langjähriger Untersuchungen von Stammumfängen und dem rekonstruierten Stammumfang der Femeiche von 14 Metern ergab. Jahresringzählungen bei bis zu 450-jährigen Eichen der Region ergaben jährliche Umfangszuwächse von 1,5 bis 1,7 Zentimetern. Anhand dieser Werte wäre die Eiche etwa 800 bis 900 Jahre alt.
Andere Altersangaben liegen zwischen 1000, 1300 und 1500 Jahren. Diese Schätzungen basieren überwiegend auf der geschichtlichen Überlieferung. Böckenhoff schrieb 1966: „Da man Freistühle an ausgezeichnete Stellen setzte, sie alsdann nicht mehr verrückte, müßte die Eiche, als man den Stuhl aufstellte, wohl zur Zeit Karls des Großen, schon ein mächtiger Baum gewesen sein. Demnach wäre sie heute etwa 1500 Jahre alt.“ Ein Grund für das hohe Alter der Eiche könnte sein, dass sie als erste in der Region ihre Blätter entfaltet. Der Eichenwickler, ein Laubschädling, konnte ihr bisher nichts anhaben, da er sich erst nach dem Austrieb der übrigen Eichen entwickelt.

## Naturdenkmal

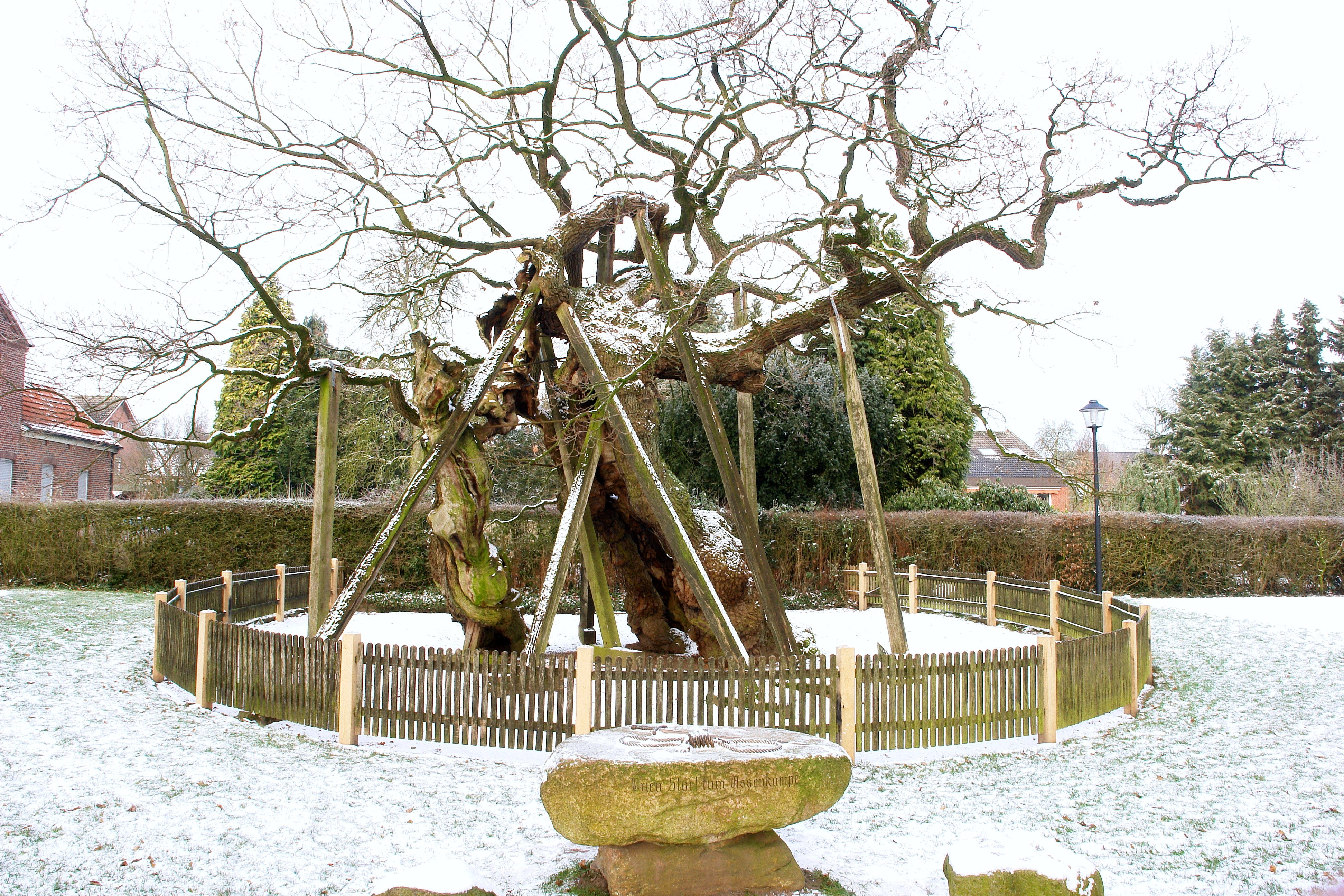
Winteransicht der Femeiche

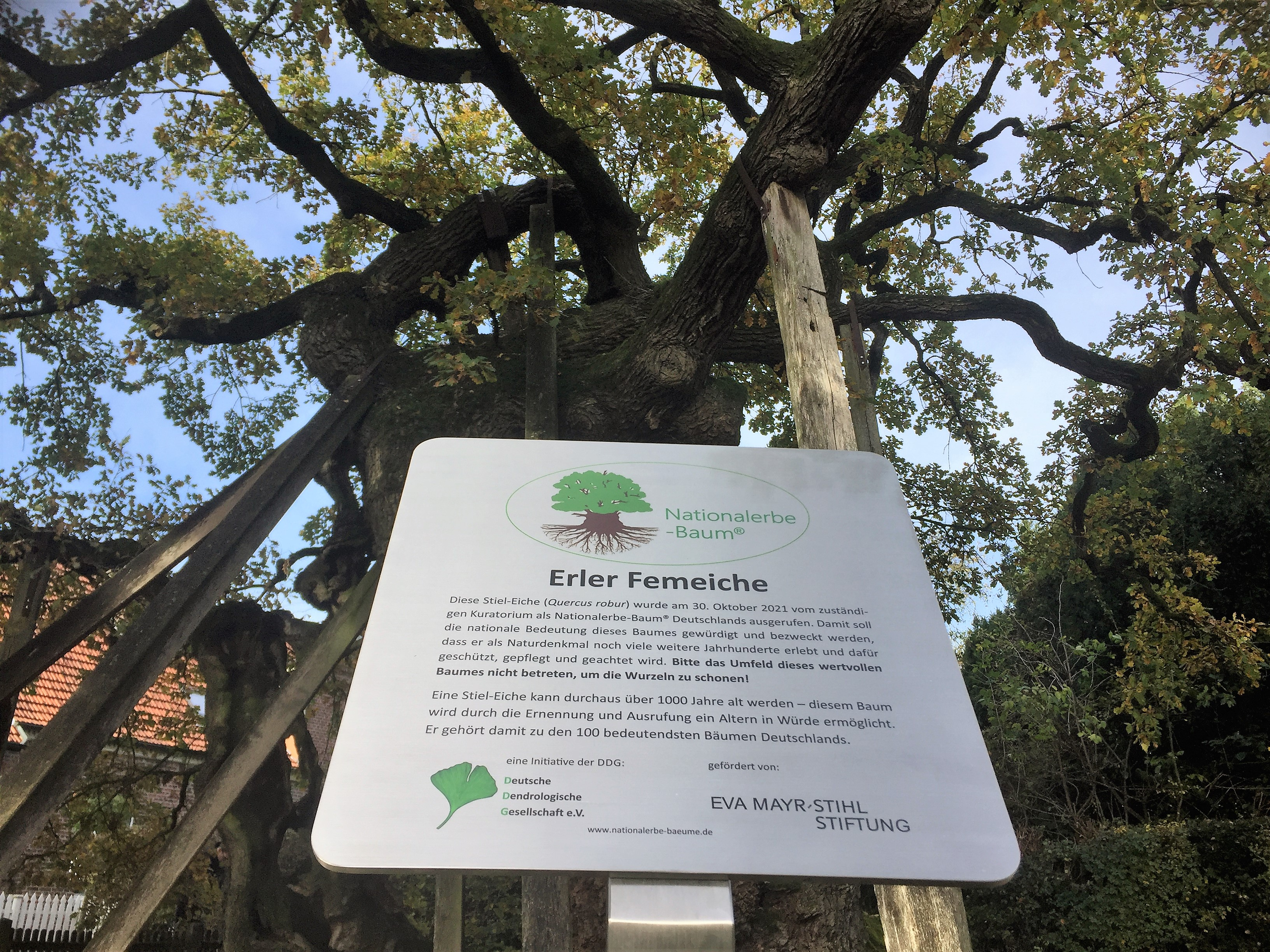
Informationstafel über die Ausrufung als Nationalerbe Baum

Die Femeiche mit der Nummer I.J. 1 ist seit 1. Juli 1996 als Naturdenkmal ausgewiesen und aufgrund einer Verordnung des Kreises Borken für den Schutz von Naturdenkmalen bei der Unteren Landschaftsbehörde (ULB) gelistet, die auch für die Pflege zuständig ist. Bauliche Anlagen, Abgrabungen und Aufschüttungen in ihrer Umgebung sind untersagt. Die Eiche erhält dadurch den größtmöglichen Schutz. Der Baum kam 1975 durch die kommunale Neugliederung zum Kreis Borken. Zuvor gehörte er zum Amt Dorsten im Kreis Recklinghausen, wo er seit 12. April 1954 in der Naturdenkmalliste geführt wurde. Erstmals geschützt wurde die Eiche um 1900.
Das Kuratorium Nationalerbe-Bäume der Deutschen Dendrologischen Gesellschaft hat im Oktober 2021 die Erler Femeiche als zwölften Nationalerbe-Baum ausgerufen. Die Femeiche ist damit der erste Nationalerbe-Baum im Westmünsterland und in Nordrhein-Westfalen.
Mit der am 16. Juni 1871 gepflanzten Piuseiche ist in Erle seit 1996 ein weiterer Baum als Naturdenkmal eingetragen.

## Geschichte
Der alte Name Rabens- beziehungsweise Ravenseiche und der Name der Gegend Aßenkamp deuten auf eine Verbindung zur germanischen Mythologie hin. Der Rabe ist das Symbol des germanischen Toten- und Kriegsgottes Odin und die Asen waren ein germanisches Göttergeschlecht. Die Landschaftsarchitektin Anette Lenzing hat daraus in ihrem Buch Gerichtslinden und Thingplätze in Deutschland die Vermutung abgeleitet, die Femeiche sei möglicherweise bereits zu germanischer Zeit als Gerichtsstätte (Thing) benutzt worden. Es ist allerdings nicht gesichert, ob es sich tatsächlich um die heutige Femeiche handelte oder ob an gleicher Stelle eine Vorgängereiche stand. Nach einer Sage saß der Gott Odin selbst als Richter unter der Eiche, seine beiden Raben, Hugin und Munin, hockten in den Zweigen des Baumes.

### Femegerichte

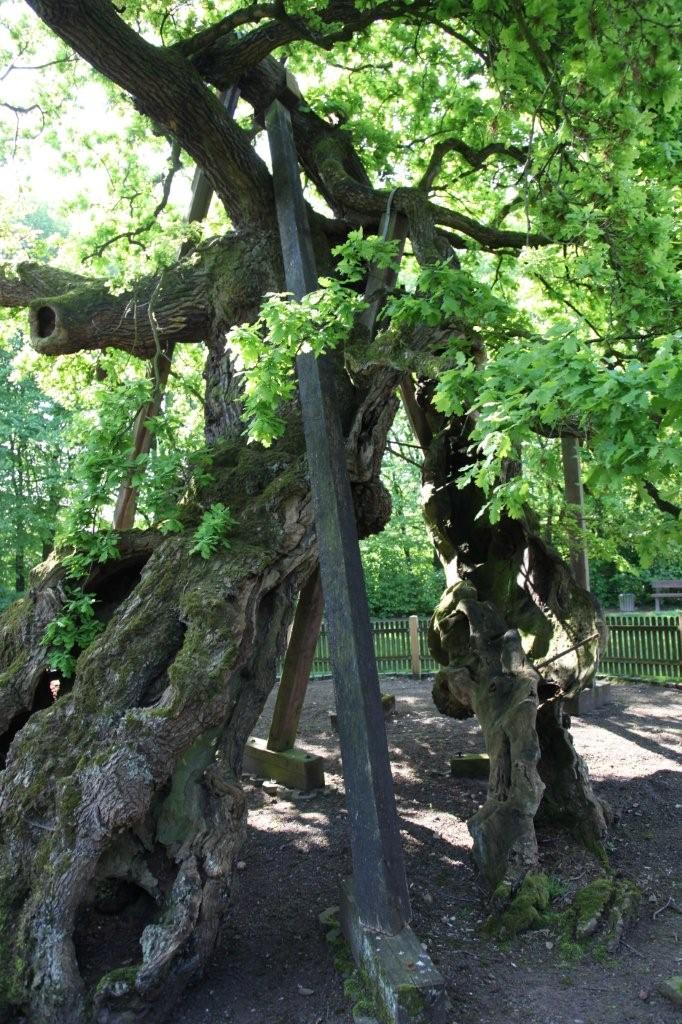
Stammansicht

Unter der Eiche tagte der Freistuhl, das Erler Femgericht, „den vryen Stoel tum Aßenkampe“, welcher am Ende des Mittelalters seine größte Macht ausübte. Von einem Freistuhl, einer großen Steinplatte aus hielten die freien Grafen mit sechs Schöffen nach dem Recht Kaiser Karls des Großen Gericht über Schwerverbrechen wie Mord, Raub, Brandstiftung und Meineid; ein Schuldspruch zog stets den Tod am Strang nach sich. Das Gericht unterstand bis 1335 dem Stuhlherrn von Heiden und war für das Gebiet der Kirchspiele Erle, Raesfeld, Alt-Schermbeck und die nördlich von Lippe liegenden Dorstener Stadtteile Rhade und Holsterhausen zuständig. Im Jahr 1335 verpfändete der Stuhlherr seine Freigrafschaft dem Grafen von Cleve. 1375 war der Burgherr der Burg Raesfeld Inhaber der Freigrafschaft.

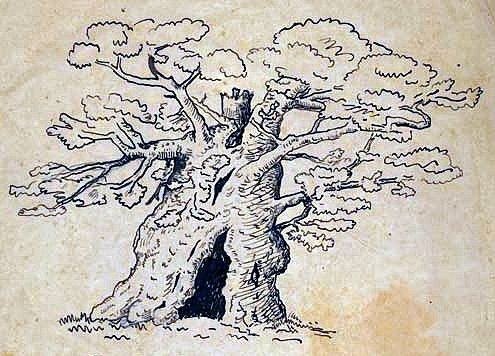
Die Erler Eiche im Jahr 1892

Überliefert ist, dass 1441 der Freigraf Bernt de Duiker unter der Eiche Gert von Diepenbrock und zwei seiner Knechte wegen Schöffenmord verfemte und sie in Abwesenheit für vogelfrei erklärte. Der Bericht über die Gerichtsverhandlung ist der älteste schriftliche Nachweis der Eiche. In einem Schreiben im Stadtarchiv von Bocholt aus dem Jahr 1441 heißt es: „Bernd die Ducker, Freigraf zu Heiden verfehmt den Gerd Deipenbroik und dessen Knechte, und fordert alle Freischöpfen des H. R. Reichs auf, dieselben an den ersten Baum aufzuhängen, weil sie zwei Freischöpfen ermordet hatten.“ Dort ist auch die Rede vom „Vrygenstole tor Ravenseick“ und dem „Vryenstoel ten Hassenkampe by Erler“.
Im Jahr 1442 wurden die Befugnisse der Femegerichte durch den Reichstag stark eingeschränkt, so dass sie an Bedeutung verloren. Eine weitere Gerichtsverhandlung ist von 1543 überliefert. Unter der Eiche wurde bis zum Jahr 1589 Femegericht abgehalten. Im 16. Jahrhundert musste das Femegericht mit dem Erstarken der Landeshoheit des Fürstbischofs von Münster einen Großteil seiner Zuständigkeiten abgeben und wurde Ende des 18. Jahrhunderts aufgelöst. Die Steinplatte des Freistuhls wurde an der Brücke bei Dorsten als Denkmal aufgestellt; 1945 warfen britische Soldaten sie in den Fluss.

### Geschichtliche Überlieferungen

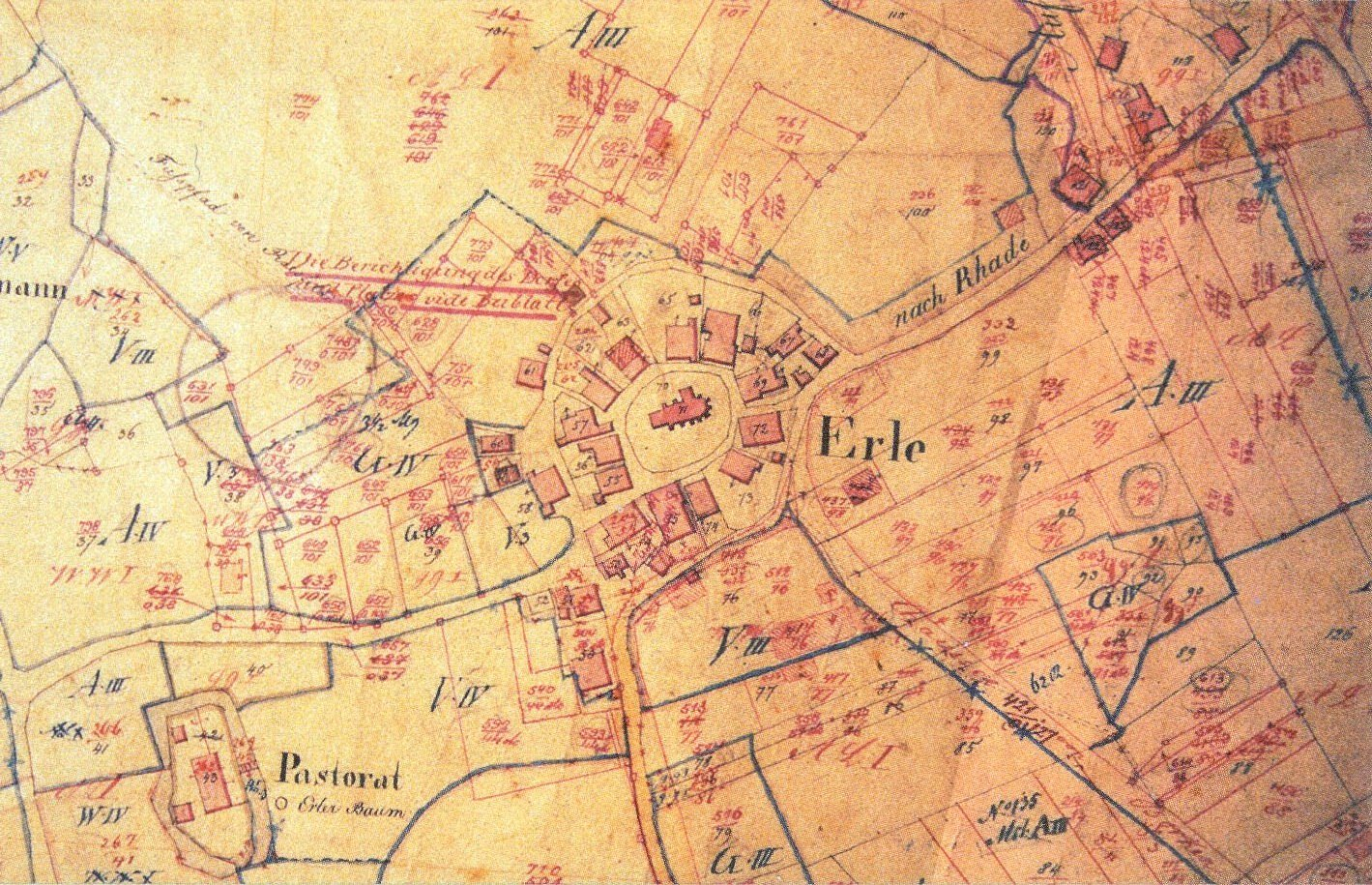
Flurkarte von Erle im Jahr 1822 (Femeiche links unten als Erler Baum gekennzeichnet)

Die Hauptkrone der Eiche brach vermutlich im 17. Jahrhundert heraus; im Lauf der Jahrhunderte bildete sich die heutige Krone. Durch das Fehlen des Mittelstammes drang Wasser ein, so dass Pilze das Holz zersetzten und sich die Höhlung bildete.  Nachdem der Baum von Pilz befallen war, ließ der Pfarrer de Weldige dem kranken Baum um das Jahr 1750 mit scharfem Gerät zu Leibe rücken und das morsche Mittelstück herauskratzen, um ihm das Überleben zu sichern. Es entstand ein schmaler, mannshoher Eingang. In der Pfarrchronik von Erle steht:

„Um 1750 war die Höhlung noch unbedeutend; wir hören um diese Zeit, daß es dem kleinen Sohne des benachbarten Zellers Tellmann große Mühe kostete hineinzukriechen, um die Eier herauszuholen, die des Pastors Enten dort zu legen pflegten. Pastor de Weldige soll dann den Baum haben aushöhlen und einen Eingang zu demselben haben machen lassen.“

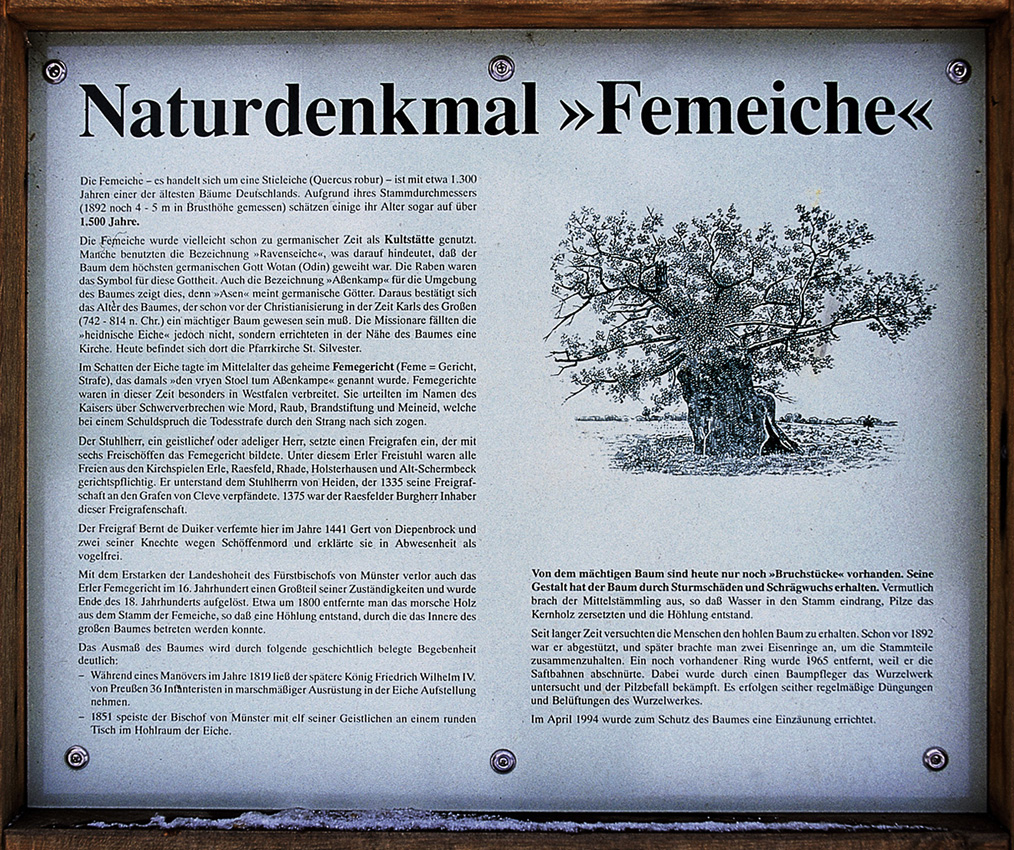
Informationstafel Naturdenkmal »Femeiche«

In der Dorfchronik von Erle wird über mehrere Begebenheiten in der hohlen Eiche in der ersten Hälfte des 19. Jahrhunderts berichtet. Landrat Devens heftete am 5. Juli 1814 im Innern der Eiche dem damals 81-jährigen Pastor Lohede den Roten Adlerorden an. Der Kronprinz von Preußen, der spätere König Friedrich Wilhelm IV., ließ am 26. September 1819 während eines Manövers in der Erler Heide 36 voll ausgerüstete Infanteristen in der Eiche aufstellen, so groß war die entstandene Höhlung. Vorher nahmen der Kronprinz und seine Generäle von Haacke und von Thielemann in der Eiche an einem gedeckten Tische ihr Frühstück ein. Wenn der Bischof von Münster zur Firmung in Erle weilte, wurde die Eiche festlich geschmückt und darin ein Umtrunk eingenommen. Am 1. Juni 1832 wurde der Bischof Kaspar Maximilian Droste zu Vischering nach der Firmung unter Gesang zur festlich geschmückten Eiche geleitet und erfrischte sich dort mit einem Glase Wein. Ein weiteres Mal wurde der Bischof Kaspar Maximilian Droste zu Vischering am 16. Juli 1842 feierlichst empfangen, nachdem er in der Gemeinde Raesfeld am Tage vorher 150 Kinder gefirmt hatte. Auch soll der Bischof Johann Georg Müller am 11. Juli 1851 bei einer Firmung mit seinem Hofkaplan den Landdechanten von Droste-Senden und neun Geistliche an einem runden Tisch in der Eiche zwei Stunden lang bewirtet haben. Damals fanden auch Festlichkeiten wie Hochzeiten und Firmungen in und unter der Eiche statt.

### Sicherungsmaßnahmen

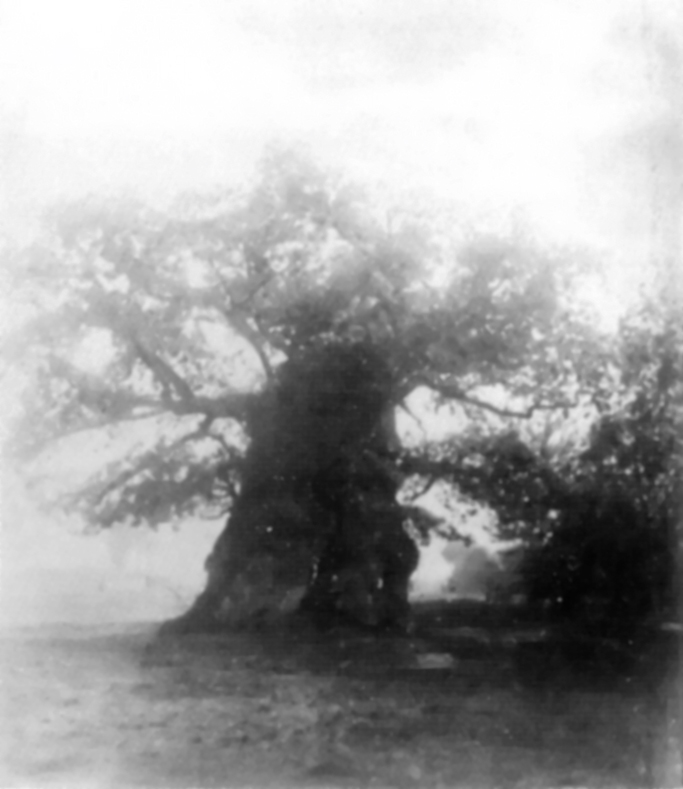
Femeiche um 1890

In einem Brief vom 11. November 1892 des Königlichen Landrats und Geheimen Regierungsrats des Kreisausschusses Recklinghausen an den Pfarrer Karthaus von Erle bei Dorsten ist die Rede von einer Sanierung:

„Es besteht die Absicht, die auf Grund und Boden der Pastorat Erle stehende uralte Eiche, möglichst zu erhalten, welcher Zweck dadurch erreicht werden kann, wenn die Eiche bezw. die Rest derselben möglichst bald ausreichend gestützt, mit eisernen Riemen umgeben bezw. die Aeste mit Draht befestigt werden & der Baum selbst mit einem Gitter umgeben wird. Der Alterthumsverein wird evtl. die Arbeiten ausführen lassen und solche leiten, während die nicht unerheblichen Kosten theils vom Kreisausschuss hierselbst getragen werden sollen. Indem ich Euer Hochwürden hiervon ergebenst Mittheilung mache knüpfe ich die Bitte daran, auch Ihrerseits Sich für die Sache interessiren und zur Durchführung derselben beitragen zu wollen.“

1892 erhielt die Eiche daraufhin mehrere Stützbalken, um ein Umfallen zu verhindern. Die Stammteile hielten zusätzlich zwei Eisenringe zusammen. Die Arbeiten führte von Buerbaum, Gartenarchitekt in Düsseldorf, gemeinsam mit dem Forstmeister Joly aus. Über die Stützbalken schreibt Albert Weskamp 1902: „[…] Seit dem Jahre 1892, wo die Stützbalken tiefer in die Erde eindrangen, so daß eine fast meterhohe Spalte auf der Neigungsseite fast ganz in der Erde verschwand, beträgt der Neigungswinkel nur noch 60 Grad.“ Ob schon vor 1892 Stützbalken vorhanden waren, ist nicht bekannt. Im Jahr 1897 sangen der Überlieferung nach 40 Mitglieder des Forstvereins im Hohlraum der Eiche ein Lied. 1927 brach der Wipfel, so dass sich die Höhe des Baumes reduzierte, die vorher 18 Meter betrug.

### Sanierung

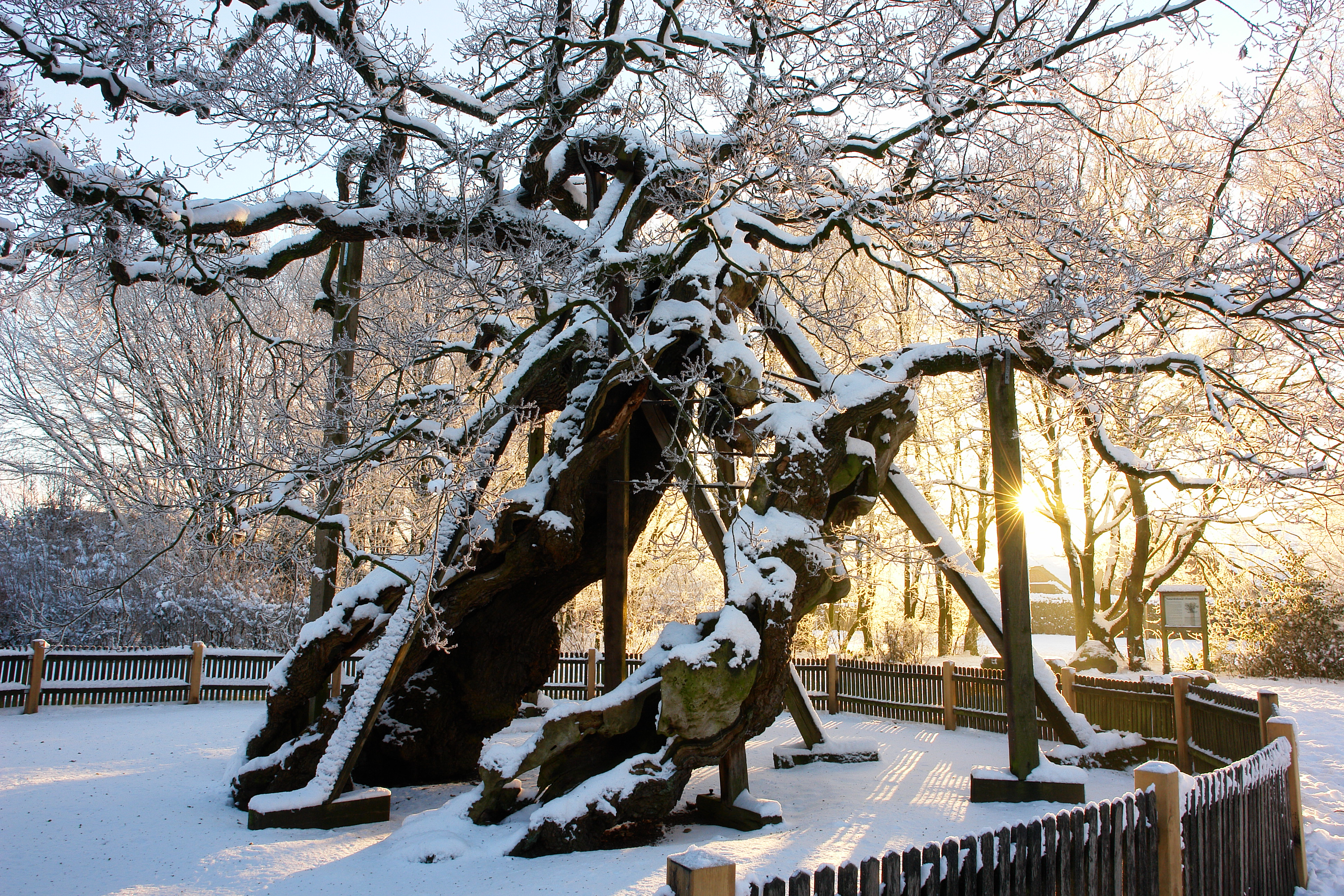
Femeiche im Winter

Bevor der Baumpfleger Michael Maurer 1965 die Eiche aufwendig sanierte, berichtete er im Heimatkalender der Herrlichkeit Lembeck über den Zustand des Baums:

„Diese Eiche steht in Erle, in der Weme, nahe der Bundesstraße 224 von Borken nach Dorsten; 14 Meter mißt ihr Umfang, die lichte Weite der Stammröhre beträgt rund 2,85 Meter. Noch immer wächst und grünt der Baum, trotz alldem was ihm in einem Jahrtausend widerfahren ist. Blitz, Stürme und die ‚menschliche Hand‘; nichts konnte ihn zerschmettern, zerstören. Er ist aber schwer angeschlagen, man könnte fast sagen, gebeugt vom Alter‘. Gut gemeinte, menschliche Hilfen haben ihn nahezu an den Rand des Ruins gebracht. […] Von den einstigen großen Ästen sind nur mehr die Ansätze zu erkennen. Was an Laubträgern vorhanden ist, ist Neuwuchs. […] Die Stammröhre – beidseitig offen – steht schief. Die Stützen tragen sie. Die Rinden-, Holzwände sind so dünn geworden, daß zu befürchten ist, sie können die wiederaufgebaute Krone nicht mehr tragen. Die holzzerstörenden Pilze sitzen wie eine Haut auf dem gesunden Holz, in das sie ihre Wurzelspitzen treiben, unter dem scheinbar harten, schon durchfressenen, sichtbaren Holz. Die abwehrkräftigen Stoffe im Saft – in den Blättern erzeugt – können nur mehr in sehr beschränkten Maß zu den Stammwänden gelangen. Die Ringe schnüren die Saftstrombahn ab, immer ‚schwächer‘ wird der Baum.“

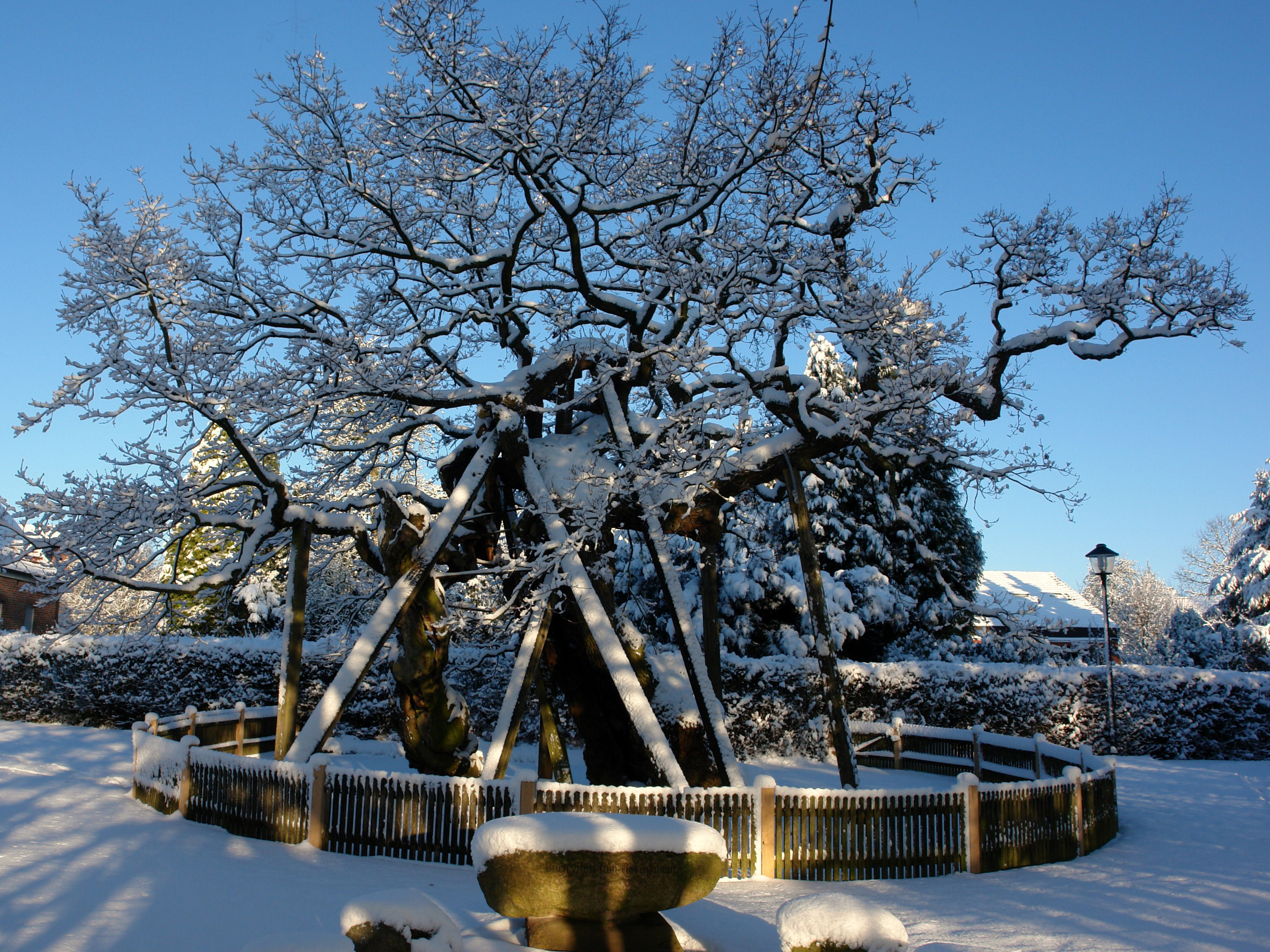
Winteransicht

Ziel der Sanierung war, dass der Jahreszuwachs außen den Holzabgang im Inneren des Stammes überstieg, so dass die Stammschalen nicht dünner wurden. Der letzte verbliebene Eisenring, der inzwischen eingewachsen war und den Saftfluss verhindert hatte, wurde entfernt. Um den Saftfluss im Bereich der ehemals tief eingewachsenen Eisenringe zu fördern, schnitten die Baumpfleger die Zellschicht der Rinde ein und entfernten im Stamm das gesamte morsche und pilzbefallene Holz, dexelten den Rest ab, glätteten es und behandelten es mit pilztötenden Mitteln. Es blieben drei Fragmente übrig, die sich in vier Meter Höhe vereinigen. Das dürre Holz im oberen Teil des Baumes wurde entfernt, die Schnittflächen überzog man mit Lackbalsam. Die Holzstützen aus dem Jahr 1892 wurden durch sechs neue ersetzt, um die Sekundärkrone zu schützen. Zusätzlich erhielt der Baum zur Verbindung der Stammteile Gewindestäbe mit Überrohren und das rindenlose Holz eine wasserabweisende Beschichtung.
Der festgetretene Boden um die Eiche wurde bis in 40 Zentimeter Tiefe ausgehoben und durch neue Erde, Humus und Baumfutter, einen Spezialdünger mit Langzeitwirkung, ersetzt. Darüber kam eine Kiesschicht zur besseren Belüftung und Bewässerung. Bohrungen bis zum Schwemmkies in vier Meter Tiefe sollten der Bodenverdichtung entgegenwirken. Das Betreten des Wurzelbereiches wurde untersagt, um zu vermeiden, dass der Boden erneut verdichtet wird. Die Sanierungskosten, die der Landkreis Recklinghausen übernahm, beliefen sich auf rund 20.000 Deutsche Mark.

### Weitere Maßnahmen

Gerichtstisch mit Henkersseil und Schwert

Ein zu Beginn des 20. Jahrhunderts als Schutz angebrachter Zaun wurde während der Sanierung 1965 entfernt. 1986 und 1987 wurde der Stamm erneut behandelt, wobei der Kies gegen wasserspeicherndes Lavagranulat ausgetauscht wurde. Seit April 1994 schützt den Baum eine neue Umzäunung, um Kletterversuche und Beschädigungen der Äste und Zweige zu unterbinden. Bei einem Sturm im Mai 2000 erlitt die Eiche einige Schäden. Die Krone musste zurückgeschnitten werden; den Rest tragen drei neue Stützen. Zur Erinnerung an die Femegerichte unter der Eiche wurde im Sommer 2006 außerhalb des Zaunes eine Skulptur aus Granit aufgestellt, die einen Gerichtstisch mit einem Henkerseil und einem Schwert darstellen soll. 2008 sollte eine erneute Pflege die Krone der Tragkraft des Stammes anpassen.

## Hörbuch
Seit dem Jahr 2009 gibt es ein interaktives Hörbuch mit dem Titel Die Femeiche aus dem Genre Mysterythriller, das von der Gemeinde Erle und der Femeiche handelt, jedoch mit der realen Geschichte der Femeiche und des Dorfes nichts zu tun hat.